# Funzione di trasferimento
Nei modelli matematici dei sistemi dinamici, la funzione di trasferimento è una funzione che caratterizza il comportamento di un sistema dinamico tempo-invariante nel dominio della frequenza, mettendo in relazione l'ingresso e l'uscita. Può essere definita per descrivere sia sistemi lineari che sistemi non-lineari.
La funzione di trasferimento di un sistema dinamico lineare stazionario (LTI) è la trasformata di Laplace della risposta all'impulso del sistema; si tratta della funzione di rete che esprime la relazione algebrica tra ingresso e uscita nel dominio delle frequenze, caratterizzando il comportamento del sistema in un modo equivalente a quello fornito dalla rappresentazione in spazio di stato. Con la funzione di trasferimento è possibile studiare la stabilità (esterna) del sistema LTI considerato, ovvero la sua capacità di mantenere un'uscita limitata per ogni ingresso limitato.

## Sistemi lineari
La funzione di trasferimento di un sistema dinamico lineare stazionario (LTI) è una funzione di variabile complessa che descrive completamente il comportamento (in frequenza) del sistema, mettendone in relazione l'ingresso e l'uscita. Si consideri una funzione {\displaystyle u(t):\mathbb {R} \to \mathbb {R} ^{n}} che rappresenta l'ingresso al variare del tempo ({\displaystyle t}) ed una funzione {\displaystyle y(t):\mathbb {R} \to \mathbb {R} ^{m}} che rappresenta l'uscita del sistema nel tempo. Dette {\displaystyle U(s)} e {\displaystyle Y(s)} le trasformate di Laplace di {\displaystyle u(t)} e {\displaystyle y(t)}, la funzione di trasferimento è la funzione
{\displaystyle H(s)={\frac {Y(s)}{U(s)}}\qquad s=\sigma +i\omega \in \mathbb {C} }
Un generico sistema dinamico lineare stazionario è descritto da
{\displaystyle {\begin{cases}{\dot {x}}(t)=Ax(t)+Bu(t)\\y(t)=Cx(t)+Du(t)\end{cases}}}
dove {\displaystyle x(t):\mathbb {R} \to \mathbb {R} ^{p}} è il vettore dello stato del sistema, mentre {\displaystyle A}, {\displaystyle B}, {\displaystyle C} e {\displaystyle D} sono matrici.
Nel dominio della trasformata di Laplace, in cui la variabile è la frequenza {\displaystyle s}, l'uscita è data dal contributo della risposta libera - in cui {\displaystyle X_{0}} è lo stato iniziale - e della risposta forzata
{\displaystyle Y(s)=C(sI-A)^{-1}X_{0}+(D+C(sI-A)^{-1}B)U(s)}
La funzione di trasferimento è quindi rappresentata dalla matrice {\displaystyle (D+C(sI-A)^{-1}B)}, e nel caso vi siano un solo ingresso ed una sola uscita (sistemi SISO), ovvero {\displaystyle u(t)} e {\displaystyle y(t)} sono definite da {\displaystyle \mathbb {R} } in sé, {\displaystyle H(s)} assume la particolare forma
{\displaystyle H(s)={\frac {\prod _{i=0}^{Z}(s-z_{i})}{\prod _{i=0}^{P}(s-p_{i})}}}
Si tratta di una funzione razionale di variabile complessa, in cui gli {\displaystyle Z+1} numeri {\displaystyle z_{i}} (che annullano il numeratore) sono i suoi zeri, mentre i {\displaystyle P+1} numeri {\displaystyle p_{i}} (che annullano il denominatore) sono i suoi poli. Ad ogni polo di {\displaystyle H(s)} risulta associato nel dominio del tempo un modo di risposta, ed i modi di risposta vengono detti asintoticamente stabili se i poli corrispondenti hanno parte reale negativa, marginalmente stabili (al limite di stabilità) se tra i poli corrispondenti ce ne sono alcuni semplici (di molteplicità algebrica pari ad uno) con parte reale nulla, e instabili se i poli hanno parte reale nulla e molteplicità algebrica maggiore di uno e/o parte reale positiva.
Una caratteristica fondamentale di ogni sistema LTI è il fatto che fornendo in ingresso {\displaystyle u(t)} una funzione (più propriamente una distribuzione) a delta di Dirac si ha che l'uscita {\displaystyle y(t)} del sistema, detta in tal caso risposta all'impulso, ha come trasformata di Laplace proprio la funzione di trasferimento del sistema stesso {\displaystyle H(s)} (ciò deriva dal fatto che la trasformata di Laplace della delta di Dirac è 1).
Poiché nel dominio della trasformata di Laplace un prodotto di due funzioni corrisponde alla loro convoluzione nel dominio temporale, segue che la risposta del sistema ad un ingresso generico {\displaystyle y(t)} è la convoluzione dell'ingresso {\displaystyle u(t)} con la risposta del sistema alla delta di Dirac {\displaystyle h(t)}.

### Analisi in frequenza

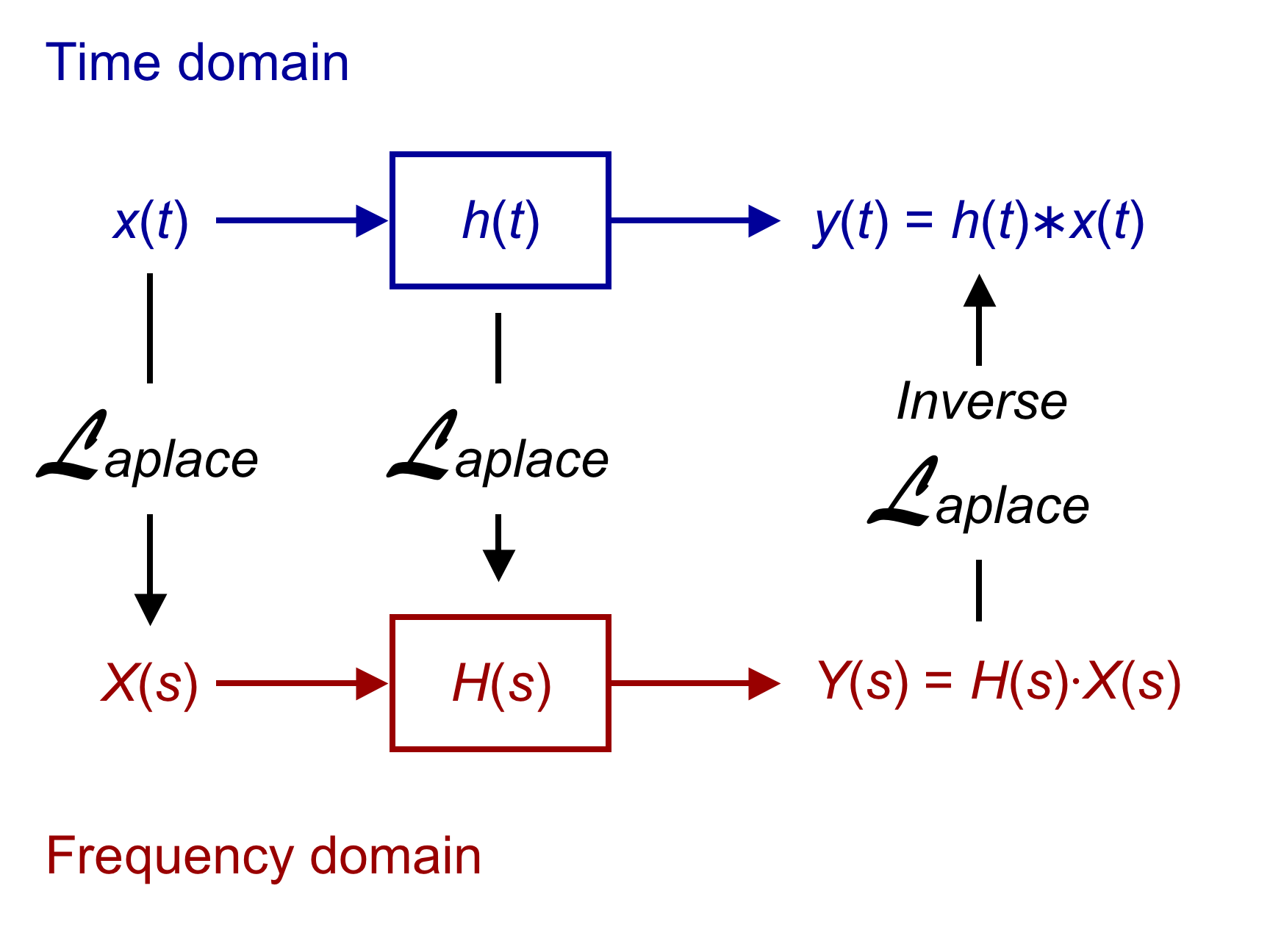
Descrizione di un sistema LTI nel dominio del tempo (in blu) e nel dominio delle frequenze (in rosso). La trasformata di Laplace consente di scrivere la convoluzione tra l'ingresso e la risposta impulsiva come un prodotto, nel dominio delle frequenze, delle rispettive trasformate.

Sia {\displaystyle x(t)} l'input di un sistema dinamico lineare stazionario (LTI) con uscita {\displaystyle y(t)}, e si considerino le trasformate di Laplace
{\displaystyle X(s)={\mathcal {L}}\left\{x(t)\right\}\ {\stackrel {\mathrm {def} }{=}}\ \int _{-\infty }^{+\infty }x(t){\text{e}}^{-st}\,{\text{d}}t\qquad }e{\displaystyle \qquad Y(s)={\mathcal {L}}\left\{y(t)\right\}\ {\stackrel {\mathrm {def} }{=}}\ \int _{-\infty }^{+\infty }y(t){\text{e}}^{-st}\,{\text{d}}t}
sicché la funzione di trasferimento {\displaystyle H(s)} soddisfa per definizione:
{\displaystyle Y(s)=H(s)X(s)\qquad H(s)={\frac {Y(s)}{X(s)}}}
In particolare, nel caso in ingresso al sistema LTI vi sia un segnale con componente sinusoidale di ampiezza {\displaystyle |X|}, frequenza angolare {\displaystyle \omega } e fase {\displaystyle \arg(X)}:
{\displaystyle x(t)=Xe^{i\omega t}=|X|e^{i(\omega t+\arg(X))}\qquad X=|X|e^{i\arg(X)}}
allora l'uscita corrispondente è:
{\displaystyle y(t)=Ye^{i\omega t}=|Y|e^{i(\omega t+\arg(Y))}\qquad Y=|Y|e^{i\arg(Y)}}
In un sistema LTI, infatti, la frequenza {\displaystyle \omega } del segnale in ingresso non viene modificata, essendo possibile soltanto l'alterazione di ampiezza e fase. La risposta in frequenza {\displaystyle H(i\omega )} descrive una tale modifica per ogni frequenza {\displaystyle \omega } possibile, ed il suo modulo definisce il guadagno:
{\displaystyle G(\omega )={\frac {|Y|}{|X|}}=|H(i\omega )|\ }
Il cambiamento di fase tra ingresso e uscita è dato da:
{\displaystyle \phi (\omega )=\arg(Y)-\arg(X)=\arg(H(i\omega ))}
mentre i ritardi {\displaystyle \tau _{\phi }} e {\displaystyle \tau _{g}} introdotti dalla funzione di trasferimento rispettivamente sulla fase e sull'inviluppo della sinusoide, espressi in funzione della frequenza, sono:
{\displaystyle \tau _{\phi }(\omega )=-{\frac {\phi (\omega )}{\omega }}\qquad \tau _{g}(\omega )=-{\frac {d\phi (\omega )}{d\omega }}}

### Risposta impulsiva
L'uscita {\displaystyle y(t)} di un sistema dinamico lineare tempo-invariante a tempo continuo soggetto ad un segnale in ingresso {\displaystyle x(t)} è descritta dalla convoluzione:
{\displaystyle y(t)=x(t)*h(t)=\int _{-\infty }^{\infty }x(t-\tau )\cdot h(\tau )\,\operatorname {d} \tau =\int _{-\infty }^{\infty }x(\tau )\cdot h(t-\tau )\,\operatorname {d} \tau }
dove {\displaystyle h(t)} è la risposta del sistema quando l'ingresso {\displaystyle x(t)} è una funzione a delta di Dirac. L'uscita {\displaystyle y} è quindi proporzionale alla media dell'ingresso {\displaystyle x} pesata dalla funzione {\displaystyle h(-\tau )}, traslata di un tempo {\displaystyle t}.
Se la funzione {\displaystyle h(\tau )} è nulla quando {\displaystyle \tau <0} allora {\displaystyle y(t)} dipende soltanto dai valori assunti da {\displaystyle x} precedentemente al tempo {\displaystyle t}, ed il sistema è detto causale.
Le autofunzioni di un sistema LTI a tempo continuo sono le funzioni esponenziali {\displaystyle Ae^{st}}, con {\displaystyle A} e {\displaystyle s} in {\displaystyle \mathbb {C} }. Infatti, sia {\displaystyle x(t)=Ae^{st}} l'ingresso e {\displaystyle h(t)} la risposta del sistema alla delta di Dirac. L'uscita è data da:
{\displaystyle y(t)=\int _{-\infty }^{\infty }h(t-\tau )Ae^{s\tau }\,\operatorname {d} \tau =\int _{-\infty }^{\infty }h(\tau )\,Ae^{st}e^{-s\tau }\,\operatorname {d} \tau =Ae^{st}\int _{-\infty }^{\infty }h(\tau )\,e^{-s\tau }\,\operatorname {d} \tau =Ae^{st}H(s)}
La trasformata di Laplace:
{\displaystyle H(s)\ {\stackrel {\text{def}}{=}}\ {\mathcal {L}}\{h(t)\}\ {\stackrel {\text{def}}{=}}\ \int _{-\infty }^{\infty }h(t)e^{-st}\,\operatorname {d} t}
è la funzione di trasferimento del sistema, che permette così di ottenere gli autovalori a partire dalla risposta all'impulso di Dirac. Per ogni {\displaystyle A} e {\displaystyle s} in {\displaystyle \mathbb {C} } l'uscita è dunque il prodotto dell'ingresso {\displaystyle Ae^{st}} per una costante dipendente solo dal parametro {\displaystyle s}, autovalore del sistema LTI relativo all'autovettore {\displaystyle Ae^{st}} (elemento di uno spazio vettoriale funzionale). Di particolare interesse è il caso in cui l'ingresso è un esponenziale complesso {\displaystyle \exp({i\omega t})}, con {\displaystyle \omega \in \mathbb {R} }. La funzione di trasferimento è data in tal caso dalla trasformata di Fourier:
{\displaystyle H(i\omega )={\mathcal {F}}\{h(t)\}}
Mentre la trasformata di Laplace è utilizzata per segnali che sono nulli prima di un certo tempo {\displaystyle t_{0}}, solitamente lo zero, la trasformata di Fourier consente di trattare funzioni di durata infinita, con la richiesta (a differenza della trasformata di Laplace in sistemi stabili) di essere quadrato sommabili.
Grazie alle proprietà della convoluzione, nel dominio della trasformata l'integrale si riduce ad una moltiplicazione:
{\displaystyle y(t)=(h*x)(t)\ {\stackrel {\text{def}}{=}}\ \int _{-\infty }^{\infty }h(t-\tau )x(\tau )\,\operatorname {d} \tau \ {\stackrel {\text{def}}{=}}\ {\mathcal {L}}^{-1}\{H(s)X(s)\}}
Tale fatto consente di trasformare le equazioni differenziali ed integrali che solitamente governano i sistemi dinamici LTI in equazioni algebriche.

### Equazioni differenziali
Un altro modo per descrivere la risposta {\displaystyle y} del sistema è considerare l'equazione differenziale lineare a coefficienti costanti:
{\displaystyle {\frac {d^{n}}{dt^{n}}}(y)+a_{1}{\frac {d^{n-1}}{dt^{n-1}}}(y)+\dotsb +a_{n-1}{\frac {d}{dt}}(y)+a_{n}y={\frac {d^{m}}{dt^{m}}}(u)+b_{1}{\frac {d^{m-1}}{dt^{m-1}}}(u)+\dotsb +b_{m-1}{\frac {d}{dt}}(u)+b_{m}u}
Nel dominio della trasformata di Laplace la differenziazione corrisponde alla moltiplicazione per la variabile complessa (frequenza) {\displaystyle s}, e quindi si ha:
{\displaystyle s^{n}y+a_{1}s^{n-1}y+\dotsb +a_{n-1}s\,y+a_{n}y=s^{m}u+b_{1}s^{m-1}u+\dotsb +b_{m-1}s\,u+b_{m}u}
Per ottenere la funzione di trasferimento, se l'ingresso è {\displaystyle u=e^{st}} l'uscita di un sistema lineare ha la forma {\displaystyle y=y_{0}e^{st}}. Sostituendo si ha:
{\displaystyle (s^{n}+a_{1}s^{n-1}+\cdots +a_{n})y_{0}e^{st}=(s^{m}+b_{1}s^{m-1}+\cdots +b_{m})e^{st}}
da cui si ottiene:
{\displaystyle y=y_{0}e^{st}={\frac {b(s)}{a(s)}}e^{st}=H(s)u(t)}
dove:
{\displaystyle {\begin{aligned}a(s)&=s^{n}+a_{1}s^{n-1}+\cdots +a_{n-1}s+a_{n}\\b(s)&=s^{m}+b_{1}s^{m-1}+\cdots +b_{m-1}s+b_{m}\end{aligned}}}
sono i polinomi caratteristici dell'equazione. Si ha quindi:
{\displaystyle H(s)={\frac {b(s)}{a(s)}}}
Per il teorema fondamentale dell'algebra la frazione si può scrivere in una forma che ne evidenzia gli zeri e i poli:
{\displaystyle H(s)={\frac {(s-z_{1})(s-z_{2})\cdots (s-z_{m})}{(s-p_{1})(s-p_{2})\cdots (s-p_{n})}}={\frac {\prod _{i=1}^{m}(s-z_{i})}{\prod _{i=1}^{n}(s-p_{i})}}}

### Sistemi a tempo discreto
Un sistema a tempo discreto trasforma la successione in ingresso {\displaystyle \{x\}} in un'altra successione {\displaystyle \{y\}}, data dalla convoluzione discreta con la risposta {\displaystyle h} alla delta di Kronecker:
{\displaystyle y[n]=\sum _{k=-\infty }^{\infty }x[k]\cdot h[n-k]=\sum _{k=-\infty }^{\infty }x[n-k]\cdot h[k]}
Gli elementi di {\displaystyle \{y\}} possono dipendere da ogni elemento di {\displaystyle \{x\}}. Solitamente {\displaystyle y[n]} dipende maggiormente dagli elementi in prossimità del tempo {\displaystyle n}.
Gli esponenziali del tipo {\displaystyle z^{n}=e^{sTn}}, con {\displaystyle n\in \mathbb {Z} }, sono autofunzioni di un operatore lineare tempo-invariante discreto. Infatti, detto {\displaystyle T\in \mathbb {R} } il periodo di campionamento e {\displaystyle z=e^{sT}}, con {\displaystyle z,s\in \mathbb {C} }, si supponga {\displaystyle x[n]=\,\!z^{n}} l'ingresso del sistema. Se {\displaystyle h[n]} è la risposta impulsiva, si ha:
{\displaystyle y[n]=\sum _{m=-\infty }^{\infty }h[n-m]\,z^{m}=\sum _{m=-\infty }^{\infty }h[m]\,z^{(n-m)}=z^{n}\sum _{m=-\infty }^{\infty }h[m]\,z^{-m}=z^{n}H(z)}
La funzione:
{\displaystyle H(z)\ {\stackrel {\text{def}}{=}}\ \sum _{m=-\infty }^{\infty }h[m]z^{-m}}
dipende solo dal parametro z, ed è l'autovalore associato all'autovettore (autofunzione) {\displaystyle z^{n}} del sistema LTI. La trasformata zeta:
{\displaystyle H(z)={\mathcal {Z}}\{h[n]\}=\sum _{n=-\infty }^{\infty }h[n]z^{-n}}
è la funzione di trasferimento del sistema. Di particolare interesse è il caso in cui le autofunzioni siano sinusoidi pure {\displaystyle e^{i\omega n}}, con {\displaystyle \omega \in \mathbb {R} }, che possono essere scritte come {\displaystyle z^{n}}, dove {\displaystyle z=e^{i\omega }}. Per funzioni di questo tipo la funzione di trasferimento è data dalla trasformata di Fourier a tempo discreto:
{\displaystyle H(e^{i\omega })={\mathcal {F}}\{h[n]\}}
Grazie alle proprietà della convoluzione, nel dominio della trasformata si ottiene una moltiplicazione:
{\displaystyle y[n]=(h*x)[n]=\sum _{m=-\infty }^{\infty }h[n-m]x[m]={\mathcal {Z}}^{-1}\{H(z)X(z)\}}

## Sistemi non lineari
Per i sistemi non lineari l'uscita può essere approssimata dalla serie composta dalla risposta {\displaystyle h_{1}(\tau _{1})} di un sistema lineare, sommata alla risposta {\displaystyle h_{2}(\tau _{1},\tau _{2})} di un sistema quadratico, sommata a quella {\displaystyle h_{3}(\tau _{1},\tau _{2},\tau _{3})} di uno cubico, e così via:
{\displaystyle {\begin{aligned}y(t)&=\int _{-\infty }^{+\infty }h_{1}(\tau _{1})x(t-\tau _{1})d\tau _{1}+\int _{-\infty }^{+\infty }\int _{-\infty }^{+\infty }h_{2}(\tau _{1},\tau _{2})x(t-\tau _{1})x(t-\tau _{2})d\tau _{1}d\tau _{2}\\&+\int _{-\infty }^{+\infty }\int _{-\infty }^{+\infty }\int _{-\infty }^{+\infty }h_{3}(\tau _{1},\tau _{2},\tau _{3})x(t-\tau _{1})x(t-\tau _{2})x(t-\tau _{3})d\tau _{1}d\tau _{2}d\tau _{3}+\cdots \end{aligned}}}
dove {\displaystyle x} è l'ingresso. La serie può convergere o divergere a seconda del sistema considerato e dell'ampiezza dell'ingresso; se converge allora l'uscita può essere scritta con i primi termini non nulli dello sviluppo e la funzione di trasferimento {\displaystyle H_{n}(s_{1},s_{2},\dots ,s_{n})} è definita, in modo simile ai sistemi lineari, come la trasformata:
{\displaystyle H_{n}(s_{1},s_{2},\dots ,s_{n})=\int _{-\infty }^{+\infty }\dots \int _{-\infty }^{+\infty }h_{n}(\tau _{1},\tau _{2},\dots ,\tau _{n})e^{-(s_{1}\tau _{1}+s_{2}\tau _{2}+\dots +s_{n}\tau _{n})}d\tau _{1}\,d\tau _{2}\,\dots ,\ d\tau _{n}}